# 赵辉楼
赵辉楼（1890年—1960年9月28日），又名赵棣华。河北省宁晋县司马村人。中国人民解放军军事将领。

## 生平
早年任国民革命军第三十二军齐燮元下担任副团长，参加北伐战争。1928年，回乡任教。七七事变后组织宁晋县联庄会，创办《抗敌小报》，倾向抗日。1938年接受八路军改编，担任抗日民众自卫军司令员。1939年加入中国共产党。之后部队改变为八路军129师冀豫支队，担任司令员。后升任八路军385旅副旅长、太行军区副司令员、司令员等。中华人民共和国成立后，1949年10月—1950年9月，任山西省军区副司令员。后改任河北省民政厅厅长，河北省政协副主席。1960年9月28日病逝。